# Bördespeck
Bördespeck é um tipo de queijo fabricado na Alemanha, pela empresa Boerde kase.
Este queijo é feito à base do Gouda, com 48% de gordura defumada, 27% de gordura absoluta. Cada unidade produzida pesa 250 gramas. Este queijo é defumado com fumaça proveniente de madeira da tradicional região de Börde. Depois os queijos são selados a fim de se manter o aroma. Trata-se de um queijo de aroma forte e único.